# Greatest Fits
Pour les articles homonymes, voir Greatest Hits.
Albums de Ministry
Dark Side of the Spoon
(1999) Sphinctour
(2002)
Greatest Fits est le premier best-of du groupe Ministry.

## Titres
1. What About Us ?
2. Stigmata
3. Land of Rape and Honey
4. Thieves
5. So What (live version)
6. N.W.O.
7. Just One Fix
8. Jesus Built My Hotrod
9. Reload (12" version)
10. Lay, Lady, Lay
11. Supermanic Soul
12. Bad Blood
13. Supernaut